# Ruston (Louisiana)
Ruston település az Amerikai Egyesült Államok Louisiana államában, Lincoln megyében. Lakosainak száma 22 166 fő (2020. április 1.).

## Népesség
A település népességének változása:

| 2010 | 21 859 |
| 2020 | 22 166 |